# Teoria de Kummer
Em matemática, na teoria dos números e na álgebra abstrata, a teoria de Kummer fornece a descrição de certos tipos de extensões de corpo envolvendo a adjunção de raízes n-ésimas de elementos do corpo base. A teoria foi desenvolvida originalmente por Ernst Eduard Kummer na década de 1840, no seu trabalho pioneiros sobre o último teorema de Fermat.
As afirmações principais não dependem da natureza do corpo, além de sua característica, que não deve dividir o inteiro n, e portanto pertencem à álgebra abstrata. A teoria das extensões cíclicas de um corpo K quando a característica de K não divide n é chamada teoria de Artin-Schreier.
Uma extensão de Kummer é uma extensão de corpos L/K, na qual para algum inteiro n > 1 temos
- K contém n raízes n-ésimas distintas da unidade (isto é, raízes de Xn-1)
- L/K tem grupo de Galois abeliano de expoente n. O expoente de um grupo G, cujos elementos têm ordem finita, é o menor múltiplo comum, se existe, da ordem dos elementos de G.

Por exemplo, tomando n = 2, a primeira condição é sempre verdadeira se K tem característica diferente de 2. As extensões de Kummer neste caso, incluem as extensões quadráticas L= K(a), onde a é uma raiz quadrada primitiva de um elemento em K.
Como a extensão de Kummer L/K é um corpo de decomposição para o polinômio Xn-a, para algum a em K, temos que ela é uma extensão normal.